# San Pedro de Olleros
San Pedro de Olleros es una localidad española del municipio de Vega de Espinareda, en la provincia de León, comunidad de Castilla y León. Limita con las localidades de Prado de la Somoza, Paradiña, Villabuena, Espanillo, Valle de Finolledo y Moreda. Atraviesa su término el río Ancares, encontrándose el pueblo en su margen izquierda.

## Historia
Su origen está en un monasterio mixto dedicado a San Pedro y San Pablo, llamado de Oria, fundado a finales del siglo X por el conde del Bierzo Pedro Froilaz y Teresa Muñoz, su tercera esposa, y localizado probablemente en el término denominado hoy en día Iglesia Vella, muy próximo al núcleo urbano. La propiedad del monasterio pasó en 1048 a la Catedral de Astorga.

En las inmediaciones hay un castro (Castro Vello), casi sin excavar científicamente, y una escombrera de extracción de oro del tipo romano en el término de Xisterna.
Tanto la iglesia parroquial dedicada a San Pedro apóstol como la ermita del Cristo son del románico rural, con adiciones posteriores.
Hay una casa blasonada y muchas otras viviendas de piedra de la época renacentista.

Durante el Antiguo Régimen fue un pueblo del señorío de la abadía de San Andrés de Espinareda. En los sucesivos censos y padrones la práctica totalidad de sus habitantes son considerados hidalgos.
Tras la desaparición de los señoríos pasa a depender del nuevo municipio del Valle de Finolledo, hasta que éste se integra en el de Vega de Espinareda en el año 1973.

## Demografía
Según el INE, se observa una tendencia clara al despoblamiento del pueblo:
| 2000 |  | 2001 |  | 2002 |  | 2003 |  | 2004 |  | 2005 |  | 2006 |  | 2007 |  | 2008 |  | 2009 |
| ---- |  | ---- |  | ---- |  | ---- |  | ---- |  | ---- |  | ---- |  | ---- |  | ---- |  | ---- |
| 175  |  | 166  |  | 161  |  | 153  |  | 141  |  | 142  |  | 138  |  | 129  |  | 128  |  | 130  |

## Lenguaje
Se habla una mezcla de astur-leonés, castellano (a veces con modismos del pasado) y gallego oriental.

## Economía
Pueblo agrícola y ganadero, predominando hoy en día el cultivo de la vid y la castaña.
Hay dos canteras en su término, una de piedra (sin explotar) y otra de pizarra.
Había en el río Ancares hasta siete molinos harineros, hoy en desuso y algunos desmantelados, y una fábrica de luz, que abastecía a los pueblos de alrededor y se integró en Unión Fenosa.
El pueblo dispuso de escuela de primera enseñanza desde principios del siglo XIX hasta finales del siglo XX; hoy en día el moderno edificio se usa como consultorio médico y escuela de mayores.
Actualmente hay tres casas rurales.

## Gastronomía
Los principales platos típicos son: el caldo de berzas, el de fréjoles y el de pedruelos, la empanada berciana (de muchas variedades), cocido berciano, cachelos con repollo, pimientos asados, las castañas con leche, las tortitas ("afelloas" si llevan sangre de cerdo), el brazo gitano, el roscón, etc.
En el terreno de los embutidos: son todos ahumados: los chorizos curados, el jamón serrano, la cecina, el botillo, la androlla berciana y la morcilla de pan.

## Alcaldes desde la democracia
- Antonio Díaz Álvarez (AP)
- Vidal Álvarez López (PSOE)
- Andrés Álvarez González (PSOE)
- Gonzalo Álvarez Abella (PSOE)
- Víctor Álvarez González (PSOE)
- Javier Álvarez Álvarez (UPL)
- Víctor Álvarez González (PSOE)

## Personas ilustres
- Juan Antonio Álvarez-Quindós y Baena, famoso autor de la "Descripción histórica del Real Bosque y Casa de Aranjuez", en 1804. Es nieto de sampedrelo, pero cabe citarlo aquí, pues presumía de su origen hidalgo en esta tierra.